# Vampire: The Masquerade – Bloodlines
Vampire: The Masquerade – Bloodlines es un videojuego de rol de acción de 2004 ambientado en el Mundo de Tinieblas de White Wolf; fue desarrollado por Troika Games y publicado por Activision para Microsoft Windows. Basado en el juego de rol Vampiro: la mascarada de White Wolf, Bloodlines sigue a un vampiro recién creado que trata de destapar la verdad tras una reliquia descubierta recientemente que anuncia el final de todos los vampiros. Bloodlines permite al jugador asignar su personaje a uno de los varios clanes vampíricos—cada cual con poderes únicos, lo que permite personalizar sus habilidades de combate y opciones de diálogos y progresar a través del videojuego con métodos violentos y pacíficos.
El videojuego está presentado desde perspectivas de primera y tercera persona. Ofrece una estructura de mundo abierto, permitiendo al jugador completar misiones secundarias lejos de la trama primaria moviéndose libremente entre los emplazamientos disponibles: Santa Mónica, Hollywood, el centro de Los Ángeles y el Barrio Chino. El desarrollo de Bloodlines comenzó en 2001 y duró tres años. El proceso fue turbulento; el equipo de 32 miembros luchó para finalizar el videojuego y lo publicó en un estado inacabado el 16 de noviembre de 2004.
Bloodlines vendió menos de ocho mil copias durante su estreno inicial, lo cual se consideró un rendimiento pobre. Dividió a los críticos en el momento; aunque estos elogiaron el guion del videojuego, las actuaciones de voz para en grabaciones de audio para los diálogos, la escala de elecciones y la influencia en el mundo ficticio donde se desenvuelve, criticaron sus defectos técnicos. Fue la última producción de Troika Games antes de su quiebra a principios de 2005, cuando fue incapaz de asegurar proyectos adicionales. El videojuego tiene un seguimiento de culto como un ejemplo de jugabilidad y narrativa rara vez reproducido. Hasta 2014, Bloodlines ha sido desarrollado durante tres años por su fanes, que han aportado correcciones y restaurado contenido perdido y eliminado.

## Jugabilidad
Bloodlines es un videojuego de rol presentado opcionalmente desde la perspectiva de primera o tercera persona. Antes de que el videojuego empiece, los jugadores crean un personaje vampiro masculino o femenino seleccionando un clan vampírico y configurando los aspectos disponibles en tres áreas—Atributos, Habilidades y Disciplinas (poderes vampíricos)—o puede optar por contestar una serie de preguntas, que crean un personaje para el jugador con base en la naturaleza de sus respuestas. El jugador puede seleccionar uno de siete clanes vampíricos: los potentes Brujah, los decadentes Toreador, los dementes Malkavian, los aristocráticos Ventrue, los monstruosamente deformados Nosferatu, los armados con magia de la sangre Tremere, o los animalescos Gangrel.
El jugador construye su personaje gastando los puntos adquiridos para aumentar sus calificaciones en las tres áreas. Los puntos gastados en Atributos y Habilidades se combinan para determinar el éxito o la efectividad del jugador en realizar tareas tales como usar armas de fuego, pelear, y forzar cerraduras; por ejemplo, determinar cuán preciso o cuán lejos puede disparar el jugador, o si puede piratear un ordenador. Los Atributos representan el físico (fuerza, destreza y resistencia), sociabilidad (carisma, manipulación y apariencia), y mentalidad (percepción, inteligencia e ingenio). Las Habilidades son talentos (tales como pelear y esquivar), maestrías (tales como las armas de fuego y el cuerpo a cuerpo) y conocimientos (tales como informática e investigación). Al jugador se le asignan puntos inicialmente para gastar en las tres áreas, con la cantidad que puede gastar determinada por el clan; por ejemplo, los Brujah pueden gastar la mayoría de los puntos en atributos físicos y maestrías. Durante la creación del personaje, cada mejora cuesta un punto. El coste de la mejora aumenta conforme el juego progresa. Cada habilidad puede elevarse desde cero hasta cinco, y es imposible acumular suficiente experiencia para completar todas las propiedades (permitiendo al jugador especializar o equilibrar su personaje). Los puntos de experiencia se obtienen completando búsquedas, encontrando artículos o desbloqueando caminos secretos, antes que matando enemigos, y se usan para aumentar o desbloquear características del personaje.
El clan del jugador afecta a sus habilidades y poderes. Aunque los atractivos Toreador reciben beneficios para seducción y persuasión, abriendo opciones de diálogo adicionales, son físicamente débiles; los Nosferatu están forzados a viajar en las sombras o a través de las alcantarillas para evitar alertar a los humanos, pero reciben beneficios para inteligencia y habilidades informáticas con las que pueden acceder a más información. Los Malkavian tienen opciones de diálogo particulares, reflejando su inherente demencia. Elevar algunas propiedades proporciona opciones de diálogo adicionales; los personajes atractivos y carismáticos seducen para salirse con la suya, los personajes agresivos amenazan y otros persuaden a sus blancos para cooperar.
El combate con armas de fuego es en primera persona, con los puntos de personaje asignados a la maestría de armas de fuego determinando la precisión del disparo y cuánto tiempo lleva apuntar a un oponente. El combate cuerpo a cuerpo es en tercera persona, con acceso a armas tales como katanas y mazos para combate cuerpo a cuerpo, o pistolas, ballestas y lanzallamas para el combate con armas de fuego. Si un jugador se acerca sigilosamente a un oponente, puede realizar una muerte instantánea; las armas proporcionan animaciones de muertes instantáneas únicas. El jugador puede bloquear ataques manual o automáticamente, dejando al personaje inactivo. Puede usar sigilo en misiones para burlar guardias y cámaras de seguridad, forzando cerraduras y pirateando ordenadores para localizar rutas alternativas.
Cada clan tiene Disciplinas específicas, que pueden ser utilizadas en combate y para crear enfoques a las búsquedas. Aunque algunos poderes son compartidos por varios clanes, no hay dos clanes que tengan las tres mismas Disciplinas. Los vampiros más físicos pueden mejorarse a sí mismos para ser rápidos y asesinos letales o convocar espíritus aliados para atacar a sus enemigos; otros pueden dominar mentalmente a sus blancos para forzarlos a cooperar o hacerse invisibles para esconderse de la detección, y otros pueden hervir la sangre de sus oponentes desde lejos. Algunas Disciplinas, tales como Auspex (que estimula la percepción, descantado los artículos y las auras de otros personajes a través de obstáculos) y Poder de Sangre (que aumenta temporalmente la fuerza, destreza, resistencia y forzado de cerraduras) son comunes para todos los vampiros. Varias habilidades pueden estar activas al mismo tiempo. La sangre es una moneda corriente en Bloodlines, utilizada para activar Disciplinas y habilidades. Se agota con cada uso, y puede reponerse bebiendo de ratas, visitando bancos de sangre o bebiendo de humanos atacándolos o seduciéndolos. El jugador puede también alimentarse de los enemigos durante un combate. Beber de inocentes durante mucho tiempo puede matarlos, costando puntos de humanidad.
Los jugadores son penalizados por usar ciertas habilidades vampíricas delante de testigos; exponiendo su existencia pierde puntos de la mascarada. Violar la mascarada cinco veces supone la ira de los cazadores de vampiros y perder el juego, pero se pueden adquirir puntos de la mascarada adicionales con búsquedas y otras acciones. El jugador tiene también puntos de humanidad, representando la humanidad del vampiro. Algunas acciones cuestan puntos de humanidad; una baja puntuación de humanidad altera las opciones de diálogo disponibles para hacerse más agresivo, y eleva las posibilidades de entrar en un estado de frenesí y embarcarse en una juerga asesina, cuando la sangre del vampiro está baja. Este frenesí también puede ser disparado por una gran cantidad de daño. Como los puntos de la mascarada, perder todos los puntos de humanidad finaliza el juego, con el vampiro transformándose en una bestia descerebrada. Algunas áreas, conocidas como Elysium, previenen del uso de Disciplinas o armas.
Los jugadores pueden reclutar a una ghoul femenina, Heather, una sirvienta personalizable que les da sangre, regalos y dinero.

## Sinopsis

### Resumen
Vampire: The Masquerade – Bloodlines se lleva a cabo en cuatro áreas de Los Ángeles del siglo XXI: Santa Mónica, el centro, Hollywood y el Barrio Chino. Ambientado en el Mundo de Tinieblas, el juego describe un mundo en el que vampiros, hombre lobo, demonios y otras criaturas forman la historia de la humanidad. Los vampiros está ligados a un código para mantener su clandestinidad (prohibiendo el uso de habilidades vampíricas delante de humanos) y evitar la matanza innecesaria (para preservar las últimas pizcas de humanidad de los vampiros). Los vampiros están divididos en siete clanes de la Camarilla, el gobierno vampírico, con rasgos y habilidades distintivos. Los Toreador son los más cercanos a la humanidad, con una pasión por la cultura; los Ventrue son nobles, líderes poderosos; los Brujah son idealistas que sobresalen en la lucha; los Malkavian están malditos con la demencia, o bendecidos con la perspicacia. Los Gangrel son solitarios, en sintonía con su naturaleza animal; los reservados, indignos de confianza Tremere dominan la magia de la sangre, y los monstruosos Nosferatu están condenados a una vida en las sombras para evitar a la humanidad. Los Anarquistas son vampiros idealistas opuestos a la estructura política de la Camarilla, creyendo que el poder debería ser compartido por todos los vampiros. Los clanes están libremente unidos por su confianza en las metas de la Camarilla y oposición al Sabbat: vampiros que se deleitan con su naturaleza, abrazando a la bestia de su interior.
El personaje principal de Bloodlines, que el jugador controla, es un vampiro vástago sin nombre, transformado al principio del juego y perteneciente a uno de los clanes. El vástago es empleado por Sebastian LaCroix (doblado por Andy Milder), príncipe de los vampiros de Los Ángeles. Los viajes del vástago a través del mundo vampiro lo ponen contacto con otras criaturas no muertas como el deformado agente de información Bertram Tung, el Anarquista Sonrisas Jack y las mentalmente inestables hermanas Voerman, Jeanette y Therese. El Barrio Chino está controlado por los Kuei-Jin, vampiros asiáticos liderados por Ming-Xiao, que no requieren sangre y se consideran superiores a los otros vampiros.

### Argumento
El videojuego comienza con el personaje del jugador, un humano sin nombre, siendo asesinado y resucitado como un vampiro vástago. Por este acto no autorizado, el vástago y su Sire son llevados ante la Camarilla. El Sire es ejecutado por orden de LaCroix; el vástago es librado del mismo destino por la intervención del Anarquista conocido como Nueves Rodriguez, y entonces empleado por el príncipe.
LaCroix envía al vástago a Santa Mónica para ayudar a su ghoul, Mercurio, a destruir un almacén Sabbat. Siguiendo su éxito, el vástago viaja al centro de Los Ángeles, encontrándose por separado con Nueves, LaCroix y Jack. LaCroix encarga al vástago investigar un barco atracado, el Elizabeth Dane, para información acerca de un sarcófago proveniente de Ankara del cual se rumorea que contiene el cuerpo de un Antediluviano, uno de los más antiguos y más poderosos vampiros, cuya llegada anunciaría el apocalipsis vampiro, Gehena. El vástago descubre que el sarcófago parece haber sido abierto desde dentro.
La aumentada actividad Sabbat coincide con la desaparición del jefe Malkavian, Alistair Grout. En la mansión Grout, el vástago ve a Nueves marchándose y descubre los restos de Grout en la mansión con el cazador de vampiros Grunfeld Bach, que niega la participación en la muerte de Grout. Enterándose de la presencia de Nueves en la mansión, LaCroix habla con los otros jefes para aprobar la ejecución de Nueves. El vástago es envido al Museo de Historia Natural para recuperar el sarcófago, pero descubre que ha sido robado. Jack indica más tarde al vástago que LaCroix quiere el sarcófago para beber la sangre del antiguo en su interior, adquiriendo su poder.
Creyendo que Gary, el jefe Nosferatu, ha robado el sarcófago, el vástago es enviado a Hollywood para encontrarle; tras localizar a un Nosferatu capturado para Gary, este revela que el sarcófago fue robado por el clan vampiro Giovanni. El vástago se infiltra en la mansión Giovanni y encuentra el sarcófago guardado por los Kuei-Jin, que afirman que su líder, Ming-Xiao, ha formado una alianza con LaCroix. El sarcófago cerrado es devuelto a la torre de LaCroix y Beckett, un vampiro historiador, cuenta al vástago que la única persona que puede abrirlo ha sido secuestrada por Grunfeld para atraer a LaCroix. El vástago mata a Grunfeld y se entera de que la llave del sarcófago también ha sido robada.
Regresa con LaCroix, enterándose de que los Sabbat intentaron robar el sarcófago para destruirlo y evitar la Gehena, y mata al líder Sabbat para dispersar a sus seguidores. El vástago se encuentra con Ming-Xiao, que le ofrece formar una alianza. Ming-Xiao revela que ella tiene la llave, y que LaCroix mató a Grout para prevenir que su poderosa intuición desvelara los planes de LaCroix; Ming-Xiao se transformó en Nueves en la mansión para incriminarlo. Negando las afirmaciones de Ming-Xiao, LaCroix anula la caza de sangre sobre Nueves y encomienda al vástago reclutar a los Anarquistas para castigar a los Kuei-Jin por asesinar a Grout. El vástago encuentra a Nueves escondido en el bosque, pero son atacados por un hombre lobo y Nueves es malherido. El vástago escapa con Jack, que revela que LaCroix ha promulgado una orden de ejecución sobre el vástago por incriminar a Nueves siguiendo las órdenes de Ming-Xiao.
El final varía, dependiendo de con quién, si hay alguien, se alíe el vástago. Si el vástago apoya a LaCroix o Ming-Xiao, cada uno envía al vástago a matar al otro. LaCroix abre el sarcófago, para ser asesinado con el vástago por explosivos ocultos; Ming-Xiao traiciona al vástago, encadenándolo al sarcófago y hundiéndolo en el océano. Apoyar a los Anarquistas o a nadie hace al vástago matar a Ming-Xiao y degollar a LaCroix, que es asesinado después de abrir el sarcófago. Si el vástago abre el sarcófago, ambos mueren en la explosión. Si el vástago es un Tremere, este mata a Ming-Xiao; LaCroix es reemplazado por el líder Tremere Maximillian Strauss, y el sarcófago es almacenado. Cada final tiene a Jack observando a lo lejos con la momia sacada del sarcófago, y el enigmático taxista que transporta al vástago entre localizaciones diciendo «La sangre de Cain controla nuestro destino... Adiós, vampiro».

## Desarrollo
El desarrollo de Vampire: The Masquerade – Bloodlines comenzó en Troika Games en noviembre de 2001. Los desarrolladores querían ofrecer un juego de rol en primera persona, creyendo que el género estaba pasado de moda. Troika propuso a la distribuidora Activision su idea; Activision sugirió usar la licencia de Vampiro: La mascarada usada un año antes en Vampire: The Masquerade – Redemption de Nihilistic Software, que había cosechado suficiente éxito para merecer una secuela. En lugar de desarrollar una secuela a Redemption, el equipo de desarrollo investigó la propiedad de White Wolf, incluyendo las reglas del juego y sus historias. Troika era un pequeño estudio de juegos, con cinco desarrolladores y un personal total de treinta y dos (incluyendo el autor principal Brian Mitsoda, que se unió al equipo menos de un año después de que empezara el desarrollo). Aunque se había completado algunos diseños preliminares y algunos niveles, gran parte del trabajo fue abandonado o reconstruido.
Troika quería hacer un juego en 3D, pero era incierto si construiría un nuevo motor de juego o si licenciaría uno existente y si usaría primera o tercera persona. En aquel tiempo, el motor de juego Source estaba siendo construido por Valve Corporation. El empleado de Valve Scott Lynch propuso a Troika usar el motor, y fue el primer equipo externo en usarlo. Troika eligió Source por su sistema de animación facial y de sincronización de labios, ya que quería que los jugadores hablaran con los personajes cara a cara. Dado que el motor estaba desarrollándose con Bloodlines y el Half-Life 2 de Valve, Troika estaba trabajando con un código y herramientas desconocidos, forzándola a escribir su propio código para compensar el motor inacabado, y con una sola fuente de soporte técnico. Troika desarrolló un sistema de luces para crear iluminación distintiva, de humor cambiante para el ambiente nocturno, un sistema particular para los efectos especiales acompañando las Disciplinas del vampiro y un sistema de telas para la fluidez de la ropa. La fuente carecía de su código de inteligencia artificial (IA) más reciente, y el código de Troika funcionaba pobremente con el motor Source.
Activision presentó el juego en mayo de 2003, pero, ese octubre, Valve experimentó una violación de la seguridad en la cual los hackers robaron el código fuente para Half-Life 2. La infracción requirió nuevas implementaciones de seguridad para el motor, retrasando ambos juegos; el lanzamiento de Bloodlines fue pospuesto hasta principios de 2005. Hasta mayo de 2004, Troika y Activision dijeron que el juego presentaría un componente multijugador y modos incluyendo un equipo de vampiros contra un equipo de cazadores de vampiros, con la habilidad de mejorar los personajes entre rondas. El equipo se quedó sin productor por parte de Activision durante más de un año antes de que David Mullich fuera asignado para el proyecto. Sin la supervisión de un productor, Mullich encontró el diseño del juego incompleto, niveles del juego creados y abandonados, y un número de problemas técnicos, incluyendo problemas con el código para la propuesta opción de multijugador. El código Source multijugador estaba en su infancia, aumentando su tiempo de desarrollo, y la idea fue abandonada.
Además de los problemas con el motor Source, los diseñadores se dieron cuenta de que la envergadura del juego se excedía de sus recursos. Bloodlines tiene muchos estilos de juego, incluyendo diferentes interfaces, animaciones e inteligencia artificial para el sigilo y el combate cuerpo a cuerpo, y la capacidad de primera o tercera persona. Comparado con los shooters contemporáneos en primera persona, con 10 o 20 modelos de personajes animados, Bloodlines tenía más de 150 personajes con 3.000 animaciones únicas, además de los jefes, con sus propios estilos de movimiento. Los diseñadores subestimaron el tiempo requerido para desarrollar y mejorar esos sistemas. El alcance el juego también sufrió de contenido que no fue eliminado cuando era necesario; otros componentes serían infinitamente refinados sin ser finalizados, impidiendo a los desarrolladores centrarse en otras partes del sistema del juego. Todo el contenido también requirió la aprobación de White Wolf y Activision.
Tras tres años en desarrollo, el juego estaba progresando lentamente y era desconocido cuando estaría terminado. Activision estableció una serie de fechas tope para el desarrollo del proyecto para asegurar que Troika tuviese suficiente tiempo para probar el juego efectivamente, pero aquellas fechas fueron extendidas repetidamente, y Bloodlines se salió del presupuesto finalmente. En 2003, Activision intervino, ordenando que el juego estuviera listo para su lanzamiento en los próximos meses, e incluso adelantando más dinero a Troika para que completara su trabajo en The Temple of Elemental Evil para Atari, liberando al equipo de Troika para trabajar exclusivamente en Bloodlines. Activision emitió finalmente un ultimátum para que el proyecto estuviera finalizado en cuestión de meses, el 15 de septiembre de 2004. Troika envió una versión de Bloodlines en la fecha requerida; debido a su amplitud, el juego fue sometido a tres semanas de pruebas. Activision decidió que el juego era apto para su lanzamiento, pero por motivos contractuales Bloodlines fue retenido hasta después del debut de Half-Life 2 en noviembre de 2004. Troika convenció a Activision para usar el retraso para financiar un mayor desarrollo; el presupuesto adicional no era suficiente para pagar a todo el personal de Troika, y algunos empleados trabajaron gratis para completar el proyecto. Esta versión fue sometida a otras tres semanas de pruebas para convertirse en el código final de lanzamiento. Sin embargo, el juego estaba todavía inacabado cuando Activision forzó su estreno. El director creativo de Bloodlines Jason Anderson culpó a Activision, diciendo que la distribuidora tomó el juego de Troika sin proporcionar tiempo suficiente para probarlo y perfeccionarlo. Durante los casi cuatro años de desarrollo, él estimó que el equipo no hizo horas extra durante solo dos meses.

### Escritura
Muchos de los elementos de la trama central existían antes de la participación del diseñador Brian Mitsoda: el príncipe, el descontento de los anarquistas, algunos aspectos de la historia de la Gehena, y Jack y el sarcófago como subtrama principal. Los diseñadores ataron la historia general a cada eje y nivel. Cada diseñador controló su sección del juego asignada, y trabajar con un pequeño equipo permitió la toma rápida de decisiones y la facilidad a la hora de mantener los elementos de la trama consistentes. Mitsoda se convirtió en el escritor primario para muchos de los personajes y sus búsquedas, diálogos, y el contenido secundario del juego, como los correos electrónicos, que ayudan a conservar una narrativa consistente. Él ha aportado libertad con respeto al guion, sin restricciones en lenguaje o contenido, y pudo reescribir algunos personajes cuando pensó que su borrador inicial era débil. Aunque la historia fue desarrollada por Troika, está inspirada en las novelas Hora del Juicio de White Wolf acerca del apocalipsis vampiro. La historia de Bloodlines fue aceptada como canónica por White Wolf, con el juego sirviendo como precuela a Hora del Juicio e incluyendo personajes del juego de White Wolf, tales como Jack. Hablando del diseño de los personajes, Mitsoda dijo que intentó disfrazar la necesidad de personajes que simplemente conducen al jugador en una dirección apropiada.
"Necesitas un personaje que plantee un problema o aporte una búsqueda o sea una barrera de algún tipo. No me gusta hacer que [el personaje] diga francamente «Necesito que hagas X, luego te daré Y» porque lo veo todo el tiempo en juegos y muestra la mano del escritor – hace del personaje un kiosko de búsquedas automatizado. Me gusta que los personajes aparezcan como lo hace la gente normal – no dicen «hola» cuando los extraños llaman a su puerta, dicen «¿quién diablos eres tú?» o te están esperando y saben más de lo que aparentan, o no les importa. No me gusta que [mis personajes] se queden de pie como si sus vidas comenzaran cuando el personaje empieza a hablar con ellos y terminan cuando el jugador se va"
Los personajes de un solo propósito necesitaban un aspecto distintivo de personalidad para que se establecieran rápidamente con el personaje, en lugar de servir como elementos desechables, mientras que los personajes principales tenían que reflejar el progreso y las acciones del personaje a lo largo del juego. Mitsoda escribió los personajes pensando quién era cada personaje, asignándoles motivaciones que determinasen por qué estaban donde estaban, qué pensaban acerca del jugador y qué querían de él. De acuerdo con una sugerencia con el coescritor Chad Moore el personaje jugador Malkavian tiene un diálogo y guion distintos de los otros ocho clanes, Mitsoda dijo que era uno de los aspectos más simples del ciclo de desarrollo. Escribió el guion Malkavian al final, con el tiempo excediéndose del desarrollo, y el trabajo excesivo y la falta de sueño contribuyendo a lo que Mitsoda consideró un mal estado de ánimo, ideal para escribir diálogos dementes. Quería destacar su locura, sin hacerla cómica. Ya que la historia está ambientada durante el control de la Camarilla sobre Los Ángeles, el equipo simplificó la trama permitiendo al jugador pertenecer únicamente a uno de los clanes ubicados en L.A.

### Diseño
El estudio del cofundador de Troika Jason Anderson sobre el material fuente de Vampiro: La mascarada y las páginas de fanes descubrieron que la interacción de personajes y la participación en las sociedades vampíricas, no las estadísticas y los poderes, era el principal atractivo del juego. Troika trató de permanecer fiel al juego de lápiz y papel, esperando no apartar a los fanes del juego, pero las reglas diseñadas para varios jugadores no se trasladaban bien al diseño de juego de ordenador para un solo jugador. El equipo intentó descubrir qué elementos podían funcionar igualmente bien en los juegos de lápiz y papel y los juegos de ordenador. Aunque gran parte del sistema de personajes y atributos se trasladó, no todos los atributos (como «conocimiento de leyes») tenían sentido en el juego de ordenador. De 30 habilidades de lápiz y papel, 15 alcanzaron el diseño final.
Otra área difícil eran las proezas. Aunque las proezas comunes funcionaban bien, con una probabilidad aleatoria de éxito o fracaso, las no comunes fallaban más a menudo. Para evitar esto, la aleatorización fue reemplazada por un grado de dificultad en cumplir la proeza. Aunque el daño de caída del juego de lápiz y papel es aleatorio, el juego de ordenador basa el daño en la distancia de la caída. El mayor reto del equipo era adaptar las disciplinas. En la versión de lápiz y papel pueden requerir poca sangre pero llevar mucho tiempo usarla, o no tienen coste de sangre y pueden utilizarse voluntariamente; las disciplinas mejoradas tenían requerimientos adicionales considerados demasiado confusos para un juego de ordenador. Troika intentó igualar las disciplinas, manteniendo el efecto intacto y normalizando el coste, de modo que un poder de primer nivel requiere un punto de sangre, un segundo nivel dos puntos y así sucesivamente. Para equilibrar los clanes a los aristocráticos Ventrue solo se les permitió alimentarse de sangre noble, pero esto se cambió para permitirles alimentarse de humanos de clase más baja, recibiendo menos sangre. Durante la creación de personaje, el juego tenía una biografía de personaje opcional con características únicas positivas y negativas (incrementar una habilidad mientras se limita otra). Esto se eliminó del juego publicado; Activision consideró que había tiempo de pruebas insuficiente, y eliminarlo era una opción más estable.
La experiencia previa del equipo fue con juegos de combate por turnos, y luchó por desarrollar un sistema de combate en tiempo real afectado por atributos y habilidades personalizables que proporcionaban reacción al jugador en cómo aquellas estadísticas estaban afectando a la batalla. Inicialmente descubrió que adhiriéndose demasiado a las reglas fuentes de armas de White Wolf, donde la efectividad de un disparo está determinada por una competición entre las habilidades del jugador y la defensa del oponente, las armas de fuego parecían arruinadas; el jugador no impactaría donde apuntara. Troika encontró difícil engranar los factores disponibles en el entorno en tiempo real. El combate cuerpo a cuerpo tuvo que lidiar con una variedad de armas cuerpo a cuerpo y animaciones y ajustarse al combate cuerpo a cuerpo-a-cuerpo a cuerpo y cuerpo a cuerpo-a-distancia.
Troika usó la perspectiva en primera persona para sumergir al jugador en el entorno, interactuando cara a cara con los personajes y viendo sus reacciones faciales al jugador. Eligió seguir a un solo personaje para ayudar a la inmersión, creando el aislamiento de un vampiro incapaz de confiar en cualquier otro personaje. Esto ayudó a la historia y compensó los problemas técnicos de permitir varios personajes jugables. La elección es un aspecto significativo del juego, requiriendo un diseño no lineal para acomodar los personajes personalizados. El diseño de niveles comenzó con una lista de factores tales como las Disciplinas, el sigilo y las proezas. Cada área tenía que ser viable para un personaje tirador (suficiente munición), un personaje centrado en las disciplinas (suficientes fuentes de sangre para mantener los poderes bien alimentados) y un especialista cuerpo a cuerpo (para alcanzar a los enemigos sin ser asesinado), con opciones de sigilo y combinaciones de opciones. El diseño de niveles comenzó enfocándose en el sigilo, tomando en consideración la posición de los guardias y la capacidad de sigilo potencial del jugador a ese punto del juego. Luego directamente, se añadieron trayectos de combate pesado y diálogo. El área del Muelle de Santa Mónica iba a presentar versiones jugables de algunos arcades de Activision, tales como Pitfall!, pero la idea fue abandonada debido a contratiempos temporales.
El director Leonard Boyarsky consideró el sistema de animación importante en la elección del equipo del motor Source. La herramienta de «faceposer» integrada permitió a Troika personalizar las animaciones faciales, expresiones, gestos y sincronización de labios, eliminando la necesidad de explicar qué estaba haciendo un personaje. Cada personaje no jugador requería un doblaje, que ayudó a Troika a definir sus personajes más rápidamente. El motor también tenía un sistema de física permitiendo nuevas características, tales como monstruos lanzando cadáveres el jugador o personajes que mueren de forma realista desmoronándose en pedazos, en lugar de requerir animaciones pre-construidas. Aunque Troika había ignorado los motores en primera persona debido a limitaciones técnicas, tales como un recuento bajo de polígonos y una memoria de textura limitada, como la tecnología mejoró, pensó que podía crear un juego de acción en tiempo real sin sacrificar la inmersión y la historia del juego de rol.
Describiendo la decisión de desarrollar un juego basado en la propiedad existente de White Wolf sobre crear la suya propia, Boyarsky dijo que aunque una propiedad original carecía de las restricciones de una existente la desventaja era que no se había probado y podía ser rechazado por su público potencial; se probó una propiedad existente. Troika trató de permanecer lo más cerca posible a las reglas de White Wolf, mientras reducía el número de habilidades y disciplinas a aquellas relevantes a la partida de Bloodlines.

### Música
Rik Schaffer produjo música original instrumental para el juego. Troika compró los derechos de varias canciones para el juego, y aparecen pósteres de bandas reales en las paredes de los clubes del juego. La banda sonora fue publicada como un CD de edición limitada para los clientes que reservaran el juego a través de Best Buy. Presenta nueve pistas de artistas incluyendo a Daniel Ash, Chiasm, Tiamat, Darling Violetta, Genitorturers y Lacuna Coil. «Bloodlines», interpretada por Al Jourgensen y Ministry, fue compuesta e interpretada específicamente para el juego. Las pistas licenciadas fueron elegidas por Activision sin contribuciones de Troika.
| Pistas |                |                  |          |  |
| N.º    | Título         | Artista(s)       | Duración |  |
| 1.     | «Bloodlines»   | Ministry         | 7:16     |  |
| 2.     | «Come Alive»   | Daniel Ash       | 5:55     |  |
| 3.     | «Cain»         | Tiamat           | 5:27     |  |
| 4.     | «Swamped»      | Lacuna Coil      | 4:02     |  |
| 5.     | «Isolated»     | Chiasm           | 5:17     |  |
| 6.     | «Needle's Eye» | Die My Darling   | 3:55     |  |
| 7.     | «Pound»        | AERIAL2012       | 5:32     |  |
| 8.     | «Lecher Bitch» | Genitorturers    | 4:15     |  |
| 9.     | «Smaller God»  | Darling Violetta | 4:25     |  |

## Lanzamiento
Vampire: The Masquerade – Bloodlines se estrenó el 16 de noviembre de 2004 en competencia con Half-Life 2, Metal Gear Solid 3: Snake Eater, Halo 2 y varios otros títulos. El contrato de Valve para el uso por parte de Troika del motor Source garantizó que Bloodlines no pudiera lanzarse antes de Half-Life 2, y no pudiera presentarse al público tras el anuncio de Half-Life 2, más de dieciocho meses después de que comenzara el desarrollo. En febrero de 2004, el videojuego fue programado para su lanzamiento en primavera de 2005, parcialmente para evitar competir con Half-Life 2 y el competitivo periodo navideño.
En una entrevista de 2013, Mitsoda dijo que se estrenó «en la peor época posible - la mayoría de la gente ni siquiera sabía que estaba en el mercado... los fans y [los desarrolladores de] Troika siempre se preguntarán qué podría haber sido del juego con otros seis meses.» Activision obtuvo a la modelo Erin Layne para interpretar a Jeanette en el material promocional para el juego. Layne trabajó con el artista de Bloodlines Tim Bradstreet durante un día para aportar las poses elegidas por Activision para representar a Jeanette en los pósteres, prendas y otros artículos del juego.
El relativo fracaso de Bloodlines contribuyó a la quiebra de Troika Games. Poco después de su debut, la mayoría del personal de desarrollo fue despedido, el personal restante trató de parchear Bloodlines y desarrollar conceptos del juego para asegurar el financiamiento para mantener a Troika en los negocios. Troika, incapaz de obtener más fondos de Activision u otras distribuidoras, despidió a sus empleados en dos olas: la primera en noviembre de 2004, seguida por el personal restante en diciembre, excepto sus tres fundadores, Anderson, Boyarsky y Tim Cain. Algunos empleados trabajaron sin salario para arreglar el juego. Cuando la compañía cerró en febrero de 2005, había asegurado que no había otras ofertas para el desarrollo de juegos. Aquel mes, Boyarsky confirmó que Troika no había estado trabajando en un parche para el juego dado que la mayoría de su personal se había ido desde diciembre de 2004. En una entrevista de noviembre de 2004 Boyarsky dijo que aunque al equipo le hubiera gustado continuar con una secuela de Bloodlines, la decisión era de Activision. En una entrevista de 2006, Anderson dijo que aunque el catálogo de Troika Games había sido críticamente bien recibido, algunos problemas técnicos consistentes habían estropeado la percepción de los juegos de la compañía, contribuyendo a la dificultad de Troika en obtener nuevos proyectos.
Se han creado parches no-oficiales por los fanes del juego para desarrollar Bloodlines. Tras experimentar problemas con las primeras versiones de un parche no-oficial creado por Dan Upright, el químico analítico Werner Spahl continuó parcheando el juego de la versión 1.2 con permiso e instrucciones. La comunidad del juego probó los parches de Spahl, proporcionando recursos a errores y faltas de ortografía. La complejidad del juego significó que reparar un aspecto arruinase otro, pero como el trabajo en los parches progresó Spahl comenzó a restaurar contenido eliminado e incompleto en los archivos del juego, añadiendo búsquedas, artículos, armas, y personajes, con ayuda de los fanes para proporcionar actuación de voz, maquetas, y reinstaurando niveles enteros. Los cambios alteraron el juego original tanto que Spahl fue criticado por algunos de los fanes del juego. Esto resultó en dos versiones parcheadas: una versión básica, arreglando los problemas técnicos del juego, y una versión «plus» con el contenido adicional. En abril de 2014, el juego había tenido casi 10 años de apoyo post-lanzamiento con la publicación de la versión 9 del parche.

## Recepción
Vampire: The Masquerade – Bloodlines recibió una respuesta mixta, con críticos elogiando su escritura y presentación y criticando sus problemas técnicos. Algunos sitios web agregadores de reseñas como GameRankings y Metacritic le dieron una puntuación de 81% (basada en 68 reseñas) y 80 de 100 (basada en 61 reseñas), respectivamente. Pese a las reseñas generalmente favorables, el lanzamiento inicial de Bloodlines vendió 72.000 copias. En comparación, su competidor de estreno Half-Life 2 había vendido 6,5 millones de copias en 2008.
El videojuego ha sido denominado como una obra maestra defectuosa. La escala y variedad de elección y efecto fue destacada por la crítica como el mayor éxito de Bloodlines, incluyendo la variedad de clanes, con opciones de diálogo específicas, y las reacciones específicas de los otros personajes, cada uno con su propia lealtad y tendencia a un clan. GameSpy lo llamó un clásico juego de rol casi perfecto; The New York Times lo describió como brillante pero inacabado. Eurogamer elogió su  guion «inteligente sin esfuerzo», diciendo que «ningún otro juego se ha acercado. Ni siquiera se intentó». VideoGamer.com opinó que en su mejor momento, Bloodlines está entre los mejores juegos de rol de los últimos cinco años, aunque sus problemas técnicos deberían ser recordados. Según HonestGamers, el videojuego «puede no estar pulido y puede terminar con un suspiro en lugar de un grito, pero solo por su ambición se merece torrente tras torrente de elogios.» Los críticos lo compararon con otros videojuegos de rol exitosos, incluyendo Fallout, Star Wars: Caballeros de la Antigua República, The Elder Scrolls III: Morrowind, Planescape: Torment, Baldur's Gate II y Deus Ex; Eurogamer describió Bloodlines como Deus Ex con vampiros.
IGN apreció la gratificante exploración de Bloodlines fuera de la historia principal, y el New York Times y GameSpy elogiaron sus misiones «maravillosamente imaginativas». La crítica indicó que las últimas partes del juego eran decepcionantes, ofreciendo repetitivas misiones centradas en el combate con enemigos regeneradores, abandonando el diálogo y el sigilo y castigando a los jugadores que construyen personajes con más habilidades sociales que las destrezas de combate. GameSpy dijo que nunca había visto un juego de rol tan afectado por las acciones del jugador con todo, desde la elección de clan y construcción del personaje hasta las acciones en misiones, influyendo en las futuras opciones y diálogo.
Su escritura fue consistentemente elogiada por la crítica. La narrativa fue considerada profunda, utilizando con éxito el contenido de Vampiro: La mascarada de White Wolf. Eurogamer dijo que tenía el mejor guion que la página web hubiera visto jamás en un videojuego, y otros lo describieron como un magníficamente elaborado relato de conspiraciones, subterfugio infernal, diversión e intriga. La crítica apreció el uso de temas adultos, tales como el sexo y la muerte, en la línea de un videojuego contemporáneo que ningún otro juego había abordado con efectividad similar. Los temas maduros tuvieron éxito sin ser gratuitos o explotadores, y fueron explorados de forma honesta e inteligente por un escritor experto. Los personajes del juego fueron elogiados por sus memorables, desarrolladas personalidades, con la mayoría de los personajes principales poseyendo su propia historia de fondo y presentados como gente viviente en lugar de cifras. Su final tuvo una respuesta mixta, con algunos críticos apreciando su habilidad para elegir uno de los cuatro finales del juego (añadiendo un incentivo para volver a jugar) y otros considerando el final anti-climático.
GameSpot y GameSpy afirmaron que el diálogo estaba agudamente escrito, con muchas líneas memorables. Eurogamer indicó que el uso frecuente de lenguaje vulgar por parte de los personajes funcionaba; escritos como gente real, tal lenguaje encajaría en su personaje en lugar de dar al juego una apariencia adulta. La página web apreció la amplitud de las opciones de diálogo, permitiendo al jugador mayor control sobre cómo dirigir a su personaje. PC Zone opinó que la cantidad de diálogos bien escritos no garantizaban la calidad; muchas elecciones del jugador parecían tener poco efecto en las consecuencias de una conversación, y la mejor respuesta era habitualmente la más obvia. La actuación de voz fue elogiada repetidamente por la calidad de los actores y la cantidad de trabajo vocal, debido a las tantas opciones de diálogo. 
Gran parte del criticismo de Bloodlines se centró en los problemas técnicos cuando fue publicado, socavando la experiencia de juego o haciéndolo injugable. Varios críticos indicaron errores que cerraban el juego y errores tipográficos en el texto en pantalla. Otros citaron frecuentes, a veces largos tiempos de carga mientras se viaja entre lugares y se entra o se sale de edificios y áreas. GameSpot calificó a la inteligencia artificial del juego como pobre, a menudo causante de que los enemigos ataquen a un jugador armado, disparándole desde una distancia demasiado grande para ser efectivo o inmovilizándose mientras espera el próximo ataque del jugador. IGN indicó que el sigilo también arruinaba la IA, permitiendo trampas que dejaban a los asaltantes quietos, incapaces de localizar a un jugador escondido. GamSpy dijo que el motor Source era la mayor debilidad de Bloodlines; aunque los aspectos de juego del rol eran el punto fuerte del juego, algunas prestaciones del motor Source, tales como el disparo en primera persona, eran donde este tropezaba.
El combate fue también criticado. La crítica lo calificó como pobre, torpe e insatisfactorio, quejándose de que Bloodlines aprobara el combate cuerpo a cuerpo; las armas de fuego eran débiles, pesadas y lentas, incluso para personajes especializados en pistolas. PC Zone, sin embargo, calificó el disparo en primera persona como entretenido y desafiante. Aunque el combate cuerpo a cuerpo fue criticado como lento y difícil debido a los ataques del enemigo que interrumpían a los del jugador, la crítica lo consideró dominado; según GameSpot, un jefe era asesinado con armas cuerpo a cuerpo en un primer intento tras el repetido fracaso de hacerlo con una pistola. El New York Times encontró el inevitable combate en la última parte del juego tan difícil que tuvo que hacer trampas para tener éxito. El sigilo fue también criticado, con IGN indicando que incluso con una baja habilidad de sigilo era posible burlar a muchos enemigos y alimentarse de un guardia sin alertar al otro guardia junto a él. GameSpot opinó que algunas de las mejores misiones estaban basadas en el sigilo, mientras que el combate era más sencillo.

### Reconocimiento
En 2004, IGN calificó Bloodlines como el Mejor juego de rol para PC de aquel año y GameSpy denominó la búsqueda del «Hotel Ocean House» el Nivel del Año. En 2005, Computer Gaming World lo calificó como el Juego de Rol del 2004, diciendo que ofrecía «un profundo, equilibrado sistema de creación de personaje, un camión cargado de búsquedas interesantes, una buena historia y unos geniales personajes con los que interactuar.» En 2006, PC Zone listó Bloodlines como el séptimo mejor juego para PC que era poco probable que la gente hubiera jugado, denominándolo el «el mejor juego con errores jamás lanzado.» En 2007, el juego era el 80.º en la lista PC Gamer de sus mejores 100 juegos, y 86.º en su edición de 2014, y en 2013, PCGamesN lo calificó como el séptimo mejor juego de rol. En 2011, Rock, Paper, Shotgun denominó Bloodlines uno de los juegos para PC más importantes de todos los tiempos («apunta a una dirección hacia un futuro de juegos que se nos negó»), posicionándolo como uno de los 122 Mejores juegos para PC de la historia. Cinema Blend lo calificó como uno de los juegos más infravalorados de la década. En 2011, la Revista Oficial Xbox lo denominó una de las 10 franquicias para PC que quería en la consola Xbox 360. En 2013, PC Gamer lo nombró como uno de los 100 Mejores juegos de terror para PC. En 2014, Bloodlines era el 90.º en la encuesta de lectores de Empire de los 100 Mejores videojuegos de todos los tiempos, y Maximum PC lo eligió como uno de los juegos que quería que se remasterizasen para sistemas de juego contemporáneos.
La crítica retrospectiva continúa elogiando la narrativa y grado de elección del juego. En 2009, un artículo en Rock, Paper, Shotgun declaró: «La sensación de tristeza llega cuando nos damos cuenta de que no hay nada parecido [a Bloodlines] en el horizonte... ¿por qué tendría que haber tan pocos juegos como este? Oh cierto, porque es tan difícil de hacer... la falta de juegos comparables a Bloodlines es una de las más grandes tragedias de nuestro tiempo.» Eurogamer calificó el juego como inspiracional, con un nivel disparejo de detalle narrativo. En 2010, The Escapist calificó Bloodlines como una obra maestra defectuosa que podría haber sido una obra maestra genuina con más tiempo, dinero y personal, aunque los juegos grandes puedan inspirar temor, este en su lugar creó una base de fanes devotos que continuaron desarrollándolo. Bloodlines se considera un clásico de culto.
- Datos: Q1755927
- Multimedia: Vampire: The Masquerade – Bloodlines / Q1755927